# Inre Utstenarna
Inre Utstenarna är öar i Finland. De ligger i Bottenhavet eller Norra kvarken och i kommunen Korsnäs i landskapet Österbotten, i den västra delen av landet. Öarna ligger omkring 48 kilometer sydväst om Vasa och omkring 350 kilometer nordväst om Helsingfors.
Arean för den av öarna koordinaterna pekar på är 6,2 hektar och dess största längd är 460 meter i nord-sydlig riktning.
Inlandsklimat råder i trakten. Årsmedeltemperaturen i trakten är 2 °C. Den varmaste månaden är juli, då medeltemperaturen är 16 °C, och den kallaste är februari, med −10 °C.